# 西大崎車站
西大崎車站 （日语：／ Nishi-ōsaki eki */?）是一由東日本旅客鐵道（JR東日本）所經營的鐵路車站，位於日本宮城縣大崎市，是JR東日本陸羽東線沿線的一個無人車站。西大崎車站位於JR東日本仙台支社的管轄範圍內，由古川車站負責管理。

## 車站結構
西大崎車站內設有一座側式月台一條乘車線，設有一兼作候車室用途、尺寸非常小的混凝土製站房。車站附近多為農家與田地，並以道路與稍有一段距離的國道47號相連。
西大崎車站在1960年初設時，原名上岩出山，今日的站名是在1997年時才啟用。

## 相鄰車站
東日本旅客鐵道
■陸羽東線
東大崎－西大崎－岩出山